# 次亜塩素酸
次亜塩素酸（じあえんそさん、英: hypochlorous acid）は塩素のオキソ酸の1つで、組成式では HClO と表されるが、水素原子と塩素原子が酸素原子に結合した構造 H-O-Cl を持つ。塩素の酸化数は+1である（亜塩素酸よりも酸化数が少ないため「次亜」が付く）。
不安定な物質であり、水溶液中で徐々に分解する。次亜塩素酸および次亜塩素酸の塩類は酸化剤、漂白剤、外用殺菌剤、消毒剤として利用される。
なお、化学式は、IUPAC（国際純粋および応用化学連合）2005年勧告に従えばHOClと表記されるが、ここでは、慣用のHClOを用いる。

## 性質
実験室的には水酸化カリウム水溶液などに塩素を通じたりして調製した次亜塩素酸塩水溶液を硫酸で中和し、水蒸気蒸留して遊離酸の水溶液を得る。また、酸化水銀(II) の四塩化炭素懸濁液に塩素を通じた後に水で抽出したり、あるいは酸化ビスマスを水懸濁液中に塩素を通じることで遊離酸の水溶液を得る方法も知られている。
薄い水溶液としては存在するが、25 %以上の濃度では一酸化二塩素に変化するので遊離酸を単離することはできない。濃厚水溶液は淡黄色である。また、遊離酸が弱酸 (pKa = 7.53) のため、次亜塩素酸ナトリウムなどの次亜塩素酸塩水溶液はかなり強い塩基性を示す。
水溶液中でも不安定で、次のような不均化により塩化水素を放出しながら徐々に分解する。特に酸性物質水溶液と化合するとこの分解が促進される。
{\displaystyle {\ce {2HClO -> 2HCl\ + O2}}}
{\displaystyle {\ce {3HClO -> 2HCl\ + HClO3}}}
次亜塩素酸やその塩の水溶液は、カルキ臭と呼ばれるプールの消毒槽のようなにおいを持つ。
また、塩素を水に溶かすと、次のような平衡により一部が塩酸と次亜塩素酸となる。
{\displaystyle {\ce {Cl2\ +H2O\ <=>\ HCl\ +HClO\quad K_{\rm {w}}=1.56\times 10^{-4}}}}
すなわち、中性あるいは酸性条件ではこの反応はあまり進行しないが、アルカリ性条件では生成する遊離酸が次亜塩素酸塩となり平衡が右に偏るので、次亜塩素酸塩を製造する方法の1つとなる。
- 水と一酸化二塩素の反応

{\displaystyle {\ce {Cl2O\ + H_2O -> 2HClO}}}
- 過酸化水素水と反応させると酸素が生じる。

{\displaystyle {\ce {HClO\ + H2O2 -> HCl\ + H2O\ + O2}}}
- ハロホルム反応により、アルカリ性条件下で次亜塩素酸（塩）はメチルケトンやアルコール類を塩素化する。
- 炭素二重結合に次亜塩素酸が付加すると、クロロヒドリン体を与える。

## 塩
- 次亜塩素酸カルシウム（さらし粉）
- 次亜塩素酸ナトリウム
- 次亜塩素酸カリウム